# Mariusz Pudzianowski

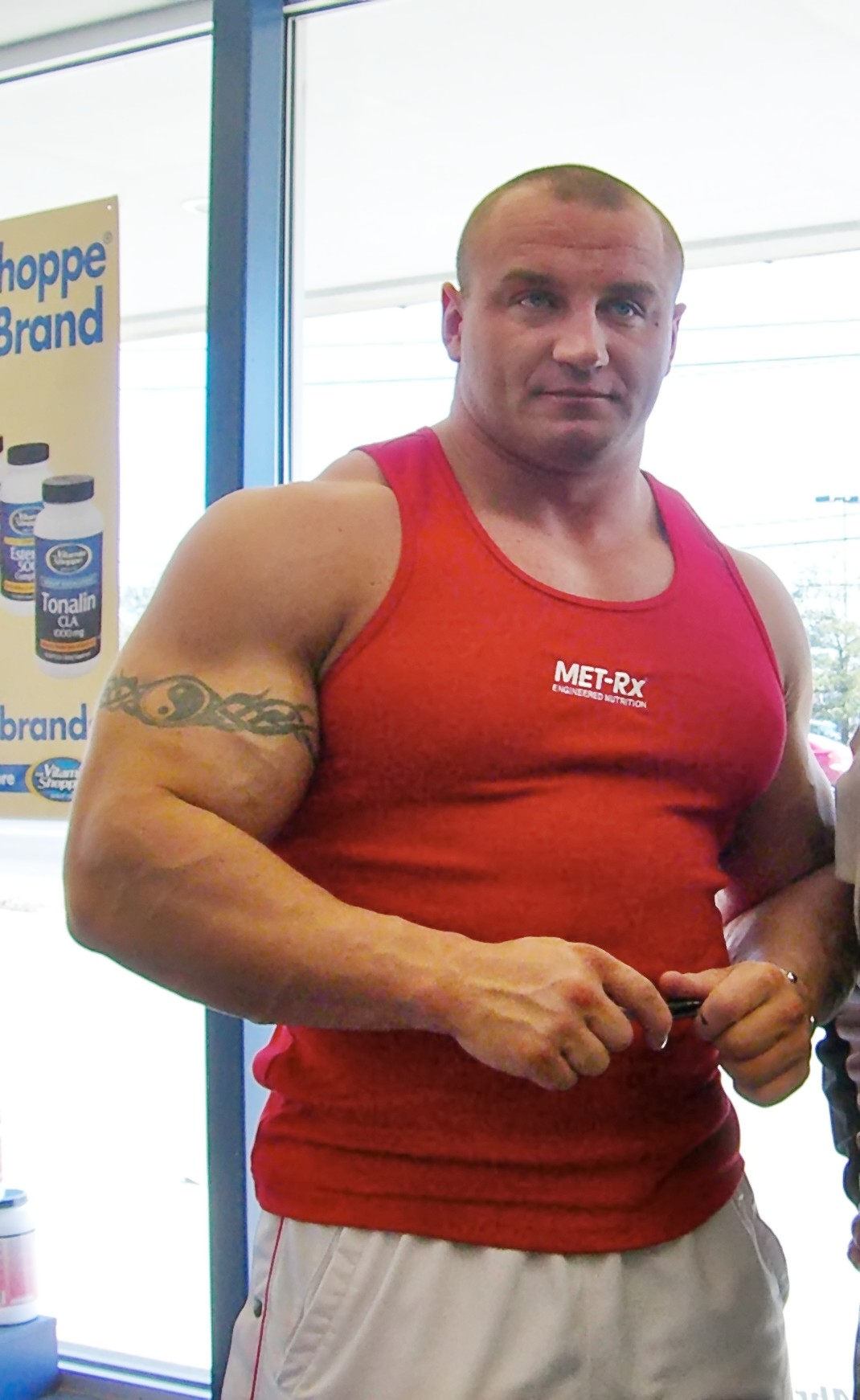
Mariusz Pudzianowski in 2006

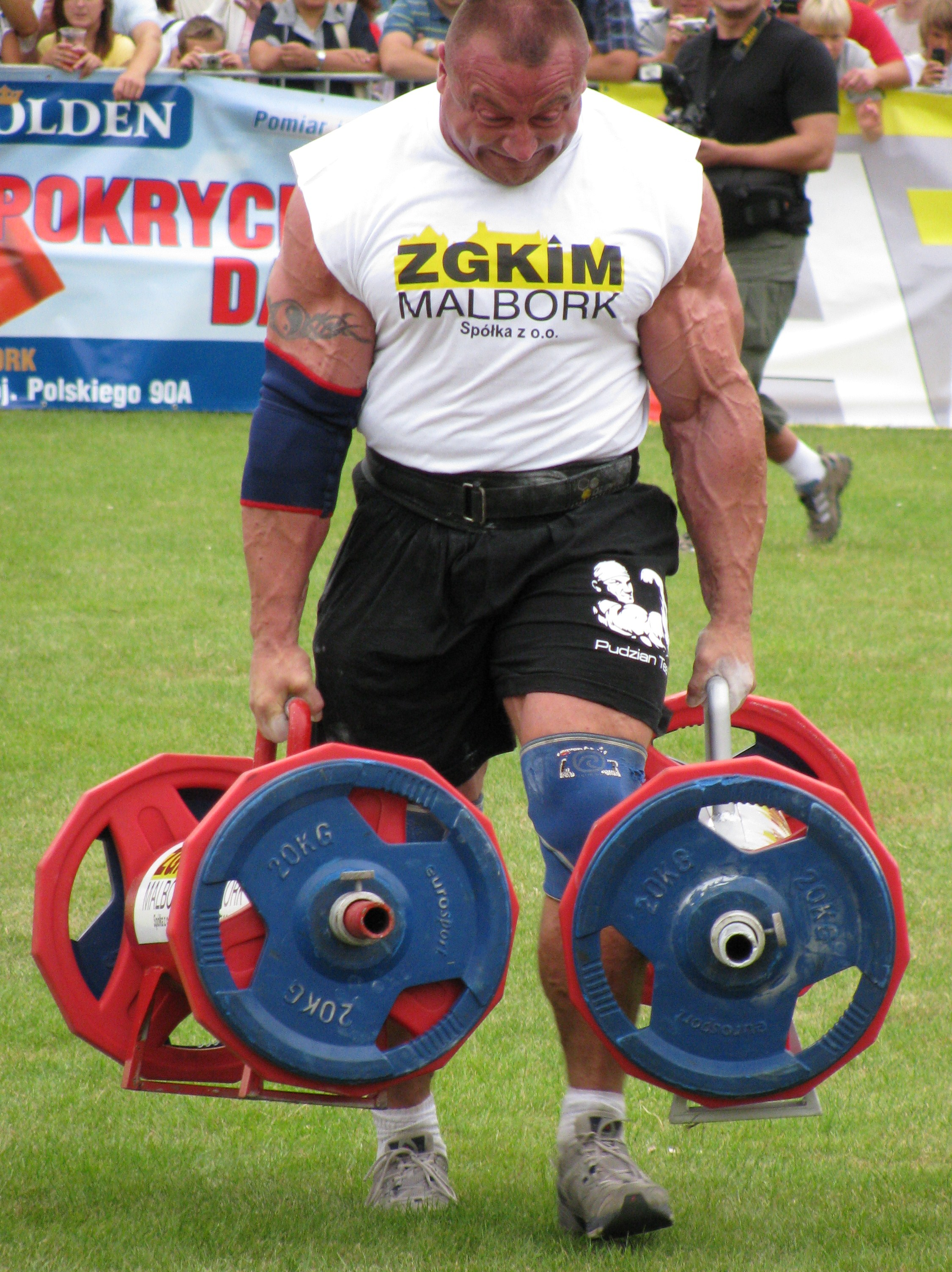
Mariusz Pudzianowski tijdens een Sterkste Man-competitie.

Mariusz Zbigniew Pudzianowski (Biała Rawska, Polen, 7 februari 1977) is een Pools MMA-vechter en voormalig Sterkste Man deelnemer en vijfvoudig Sterkste Man van de Wereld en zesvoudig Sterkste Man van Europa.

## Biografie / Sterkste Man
Pudzianowski ontmoette als 13-jarige jongen een 12-jarige jongen die hem van de grond kon tillen, terwijl Pudzianowski dat niet lukte bij de 12-jarige jongen. Dit motiveerde hem, volgens hemzelf, om sterker te worden dan wie dan ook en daar hard voor te trainen. Na een aantal jaren boksen en gewichttraining deed hij in 1999 voor het eerst mee aan Sterkste Man competities in Polen en won hij dat jaar 'The Polish Cup'. Na diverse wedstrijden werd hij in 2000 4e bij de competitie Sterkste Man van de Wereld. Hierna werd hij succesvoller en werd hij tot nu toe 6x Sterkste Man van Europa (record) en 5x Sterkste Man van de Wereld, wat ook het record is. Dit record verbrak hij in 2008 en stond op naam van twee IJslanders, die beiden de Wereldtitel 4x wonnen. (Jón Páll Sigmarsson en Magnús Ver Magnússon)
In 2004 kreeg hij wegens het gebruik van doping een straf opgelegd van de International Federation of Strength Athletes (IFSA). De strafmaatregel bestond uit een schorsing met de duur van één jaar, het schrappen van zijn resultaten, het wissen van zijn ranglijstpunten en het laten inleveren van prijzengeld.

## Biografie / MMA
Pudzianowski beoefende ruim 10 jaar Kyokushinkai karate, waarin hij in 2008 de groene band (3e kyu) heeft. Vanwege zijn Sterkste Man-wedstrijden deed  hij dit niet op een al te hoog niveau, mede omdat een blessure roet in het eten zou kunnen gooien bij een Sterkste Man-wedstrijd. Ondanks dit vocht hij op 11 december 2009 een Mixed martial artsgevecht tegen Marcin Najman, ook uit Polen. Pudzianowski ging flink tekeer met een paar low kicks, waardoor Najman op de grond viel en Pudzianowski nog een serie stoten uitdeelde en won met een technical knock out. De scheidsrechter beëindigde het gevecht door winnaar Pudzianowski met een greep weg te halen bij zijn tegenstander Najman. Het was de eerste keer dat Pudzianowski een dergelijk gevecht aanging. Vanaf 2010 is Pudzianowski zich gaan richten op MMA, in plaats van op Sterkste Man wedstrijden.

Met wisselend resultaat doet Pudzianowski mee in het MMA-circuit. Pudzianowski is zo'n 20 kg afgevallen sinds hij gestopt is met zijn deelnames aan het hoogste niveau van de Sterkste Man-competities. Pudzianowski won onder andere van voormalig bokser en superzwaargewicht (bijna 200 kg) Eric 'Butterbean' Esch.

### Pudzianowski vs Hall
Op 26 april 2025 verloor Pudzianowski in Gliwice, Polen, een MMA-gevecht, van Sterkste Man Eddie Hall, in diens MMA-debuut. Hall sloeg zo hard op het hoofd van de op dat moment 48-jarige Pudzianowski, dat deze de balans kwijtraakte, waarna Eddie Hall hem tegen de grond smeet en het binnen 30 seconden besliste op een technische knock-out. Hall gaf toe dat hij in het heetst van de strijd ook op de grond nog eenmaal op het achterhoofd sloeg, wat illegaal is, maar niet altijd een reden is om een wedstrijd te stoppen, of soms met een waarschuwing wordt afgedaan, of niet duidelijk genoeg gezien wordt door de scheidsrechter. De scheidsrechter staakte de strijd, waardoor Hall won met een technische knock-out. Ondanks dat Pudzianowski veel meer ervaring heeft en de 11 jaar jongere Hall, die de underdog was het zo snel besliste, bood Hall wel zijn excuses aan Pudizianowski aan. Hall brak zelfs zijn hand, kwam hij na afloop achter.

## Een kleine selectie van zijn beste prestaties als Sterkste Man
- Sterkste Man van de Wereld - 2e plaats (2009)
- Sterkste Man van Europa - winnaar (2009)
- Sterkste Man van de Wereld - Charleston (West Virginia), Verenigde Staten - winnaar (2008) (5e keer, record)
- Grand Prix, Federatie Sterkste Man van de Wereld - Silichy, Belarus - winnaar (2008)
- Globe's Strongest Man - Rusland - winnaar (2008)
- Sterkste Man van Europa - winnaar (2008)
- Sterkste Man van de Wereld - Anaheim, Californië, VS - winnaar (2007)
- Sterkste Man van Europa - Polen - winnaar (2007)
- Sterkste Man van de Wereld - Sanya, China - 2e plaats (2006)
- Arnold's Strongman Classic - Columbus (Ohio), VS - 6e plaats (2005)
- Sterkste Man van de Wereld - Chengdu, China - winnaar (2005)
- Sterkste Man van Europa - Jelenia Góra, Polen - winnaar (2004)
- Sterkste Man van de Wereld - Victoriawatervallen, Zambia - winnaar (2003)
- Holland Super Series Grand Prix - Nederland - winnaar (2003)
- Sterkste Man van de Wereld - Kuala Lumpur, Maleisië - winnaar (2002)
- Sterkste Man van Europa - Gdynia, Polen - winnaar (2002)
- Sterkste Man van de Wereld - Sun City, Zuid-Afrika - 4e plaats (2000)
- World Cup Grand Prix - Polen - winnaar (2000)
- Polish Cup - Polen - winnaar (1999)

## Statistieken 2009
- Biceps: 56 cm
- Gewicht: 142 kg
- Lengte: 186 cm[8]

## Trivia
- In 2005 richtte Pudzianowski een bandje op waarin hij de zanger is, genaamd Pudzian Band, samen met zijn broer en een vriendin. Tot nu toe kwam er een single uit, "Zdobyć świat" (de wereld veroveren).
- In 2008 deed hij mee aan de Poolse versie van Dancing with the Stars.
- Bij het ontbijt werkte hij dagelijks tien eieren naar binnen en ongeveer een kilogram bacon, tijdens zijn Sterkste Man-periode.
- Als Sterkste Man had hij een zeer goede fysiek. Zijn lichaam was afgetraind als dat van een stevige bodybuilder. Vanaf 2012 is hij vooral bezig met MMA en is Pudzianowski  tientallen kilo's lichter dan in zijn jaren als 'Sterkste Man'. Veel spiermassa kan de snelheid beperken.